# Mejiro McQueen
Mejiro McQueen, en japonais : メジロマックイーン, (1987-2006) est un cheval de course japonais, membre du Hall of Fame des courses japonaises. Il fut le premier cheval à dépasser la barre du milliard de yens de gains en compétition. 

## Carrière de courses
Mejiro McQueen commence sa carrière par une victoire convaincante en février de ses 3 ans dans un maiden disputé à Hanshin. Si convaincante que son entraîneur Yasuo Ikee n'hésite pas à évoquer la perspective d'une candidature dans le Derby japonais. Mais son protégé lui donne tort pendant plusieurs mois, le temps de six courses, deux victoires et quatre accessits : jamais vraiment à la hauteur des espoirs placés en lui, il ne participe pas aux grandes épreuves classiques. Et lorsque Yasuo Ikee lui fixe comme objectif le Kikuka Shō, le dernier classique de l'année disputé en novembre, Mejiro McQueen ne parvient pas à se qualifier sur la piste, bénéficiant d'une série de forfaits pour pouvoir participer à l'épreuve. Et la gagner. Une grande longueur devant White Stone et Mejiro Ryan, tous deux sur le podium du Derby. 
Vainqueur de groupe 1 pour sa première tentative au niveau des courses de groupe, l'étonnant et tardif cheval gris est très attendu pour son retour à 4 ans. Et il confirme qu'il n'était ni le cheval d'un jour, ni le leader éphémère d'une génération qui s'en cherchait un. Il rentre dans un groupe 2, le Hanshin Daishōten, avec un nouveau partenaire, Yutaka Take, le numéro 1 des jockeys japonais. Et l'emporte, en s'offrant au passage le record de l'épreuve en 3'07"30. Puis s'impose sur les 3 200 mètres du Tenno Shō de printemps, confirmant ses bonnes dispositions sur les parcours de longue haleine, avant d'être battu par le seul Mejiro Ryan dans le Takarazuka Kinen. À l'automne, après une rentrée victorieuse dans le Kyōto Daishōten, il écrase le Tenno Shō d'automne, laissant ses adversaires à six longueurs. Avant 1981, le vainqueur d'un Tenno Sho n'avait pas le droit de prendre part aux éditions suivantes. Depuis, un seul a remporté les deux versions de la course la même année, Tamamo Crossen en 1988. Mais Mejiro McQueen ne l'imitera pas : pour s'être rabattu à la corde et avoir coupé la route à ses adversaires peu après le départ, le cheval est rétrogradé après enquête de la première à la dernière place. En appel dans la Japan Cup, il échoue au pied d'un podium international composé de l'Anglais devenu américain Golden Pheasant, de la Française Magic Night et de l'Australien Shaftesbury Avenue. Puis s'incline, en fin de saison, face à l'outsider Daiyusaku dans l'Arima Kinen. Il n'en est pas moins élu cheval d'âge de l'année.   
En 1992, Mejiro McQueen emprunte le même chemin que l'année précédente. Rentrée victorieuse dans le Hanshin Daishōten puis nouvelle tentative dans le Tenno Shō de printemps. Dans cette course, un adversaire de taille se dresse sur sa route : le crack Tokai Teio, lauréat l'année précédente du Satsuki Shō et du Tokyo Yushun, cheval de l'année 1991. Tokai Teio est invaincu, il n'a jamais connu la défaite et nul ne connaît ses limites. Mais il n'a jamais abordé une distance aussi longue. Trop longue : le favori est battu. Mejiro McQueen n'en a cure, il s'impose aisément et s'offre un doublé historique, devenant le premier cheval à inscrire deux fois son nom au palmarès de l'épreuve.   
Mais la saison 1992 de Mejiro McQueen s'arrête là, il disparaît des programmes pendant un an à la suite d'une blessure. À 6 ans, peut-être plus fort que jamais, le grisou montre qu'il n'a rien perdu de sa puissance et s'impose d'emblée dans le Ōsaka Hai, en signant là aussi un nouveau record chronométrique, puis voit Rice Shower le priver d'un triplé dans le Tenno Shō de printemps. Quelques semaines plus tard, il empile un quatrième groupe 1 dans sa musette avec sa victoire dans le Takarazuka Kinen. Après les vacances d'été, il semble intouchable lorsqu'il remporte brillamment le Kyōto Daishōten, là encore en signant un nouveau record de l'épreuve. Mais ce sera sa dernière course. Une blessure à la jambe aura raison de sa saison et, finalement, de sa carrière, alors qu'il préparait une tentative dans le Tenno Sho d'automne. Sa cérémonie d'adieu se tient le 21 novembre à Kyoto. Mejiro McQueen est alors le premier cheval japonais à dépasser le milliard de yens de gains, et tout simplement le cheval le plus riche du monde. Dès l'année suivante, il devient le 22ème cheval admis au Hall of Fame des courses japonaises.  

### Résumé de carrière
| Date         | Hippodrome  | Pays        | Course                | Statut      | Distance    | Jockey             | Place           | Écart       | Vainqueur ou deuxième |
| 1990, 3 ans  | 1990, 3 ans | 1990, 3 ans | 1990, 3 ans           | 1990, 3 ans | 1990, 3 ans | 1990, 3 ans        | 1990, 3 ans     | 1990, 3 ans | 1990, 3 ans           |
| ------------ | ----------- | ----------- | --------------------- | ----------- | ----------- | ------------------ | --------------- | ----------- | --------------------- |
| 3 février    | Hanshin     | Japon       | Inédits               |             | 1 700 m     | Yoshiyuki Muramoto | 1er / 10        | 3/4         | Hagino Legend         |
| 25 février   | Hanshin     | Japon       | Yukiyanagi Sho        |             | 2 000 m     | Yoshiyuki Muramoto | 2e / 13         |             | Symboli Diva          |
| 12 mai       | Kyoto       | Japon       | Ayame Award           |             | 2 200 m     | Yoshiyuki Muramoto | 3e / 15         |             | Hoyu Royal            |
| 2 septembre  | Hakodate    | Japon       | Oshima Special        |             | 1 700 m     | Koichi Uchida      | 2e / 10         |             | Manjuden Kabuto       |
| 16 septembre | Hakodate    | Japon       | Kikonai Special       |             | 1 700 m     | Koichi Uchida      | 1er / 8         |             | Lixan Royal           |
| 23 septembre | Hakodate    | Japon       | Onuma Stakes          |             | 2 000 m     | Koichi Uchida      | 1er / 14        |             | Tosho Ai              |
| 13 octobre   | Kyoto       | Japon       | Arashiyama Stakes     |             | 3 000 m     | Koichi Uchida      | 2e / 9          |             | Mr. Adams             |
| 4 novembre   | Kyoto       | Japon       | Kikuka Shō            | Gr. 1       | 3 000 m     | Koichi Uchida      | 1er / 17        | 1 ¼         | White Stone           |
| 1991, 4 ans  |             |             |                       |             |             |                    |                 |             |                       |
| 10 mars      | Hanshin     | Japon       | Hanshin Daishōten     | Gr. 2       | 2 400 m     | Yutaka Take        | 1er / 9         | 1 ¼         | Green Light           |
| 28 avril     | Kyoto       | Japon       | Tenno Sho (Printemps) | Gr. 1       | 3 200 m     | Yutaka Take        | 1er / 18        | 2 ½         | Mr. Adams             |
| 9 juin       | Kyoto       | Japon       | Takarazuka Kinen      | Gr. 1       | 2 200 m     | Yutaka Take        | 2e / 10         | 1 ½         | Mejiro Ryan           |
| 6 octobre    | Kyoto       | Japon       | Kyōto Daishōten       | Gr. 2       | 2 400 m     | Yutaka Take        | 1er / 7         | 3 ½         | Meisho Victoria       |
| 27 octobre   | Tokyo       | Japon       | Tenno Sho (Automne)   | Gr. 1       | 2 000 m     | Yutaka Take        | 18e (1er rétr.) | (6)         | Prekrasnie            |
| 24 novembre  | Tokyo       | Japon       | Japan Cup             | Gr. 1       | 2 400 m     | Yutaka Take        | 4e / 15         | 4 ½         | Golden Pheasant       |
| 22 décembre  | Nakayama    | Japon       | Arima Kinen           | Gr. 1       | 2 500 m     | Yutaka Take        | 2e / 15         | 1 ¼         | Daiyusaku             |
| 1992, 5 ans  |             |             |                       |             |             |                    |                 |             |                       |
| 15 mars      | Hanshin     | Japon       | Hanshin Daishōten     | Gr. 2       | 2 400 m     | Yutaka Take        | 1er / 6         | 5           | Kamino Cresse         |
| 26 avril     | Kyoto       | Japon       | Tenno Sho (Printemps) | Gr. 1       | 3 200 m     | Yutaka Take        | 1er / 14        | 2 ½         | Kamino Cresse         |
| 1993, 6 ans  |             |             |                       |             |             |                    |                 |             |                       |
| 4 avril      | Hanshin     | Japon       | Ōsaka Hai             | Gr. 2       | 2 000 m     | Yutaka Take        | 1er / 16        | 5           | Nice Nature           |
| 25 avril     | Kyoto       | Japon       | Tenno Sho (Printemps) | Gr. 1       | 3 200 m     | Yutaka Take        | 2e / 15         | 2 ½         | Rice Shower           |
| 13 juin      | Kyoto       | Japon       | Takarazuka Kinen      | Gr. 1       | 2 200 m     | Yutaka Take        | 1er / 11        | 1 ¾         | Ikono-Dictus          |
| 10 octobre   | Kyoto       | Japon       | Kyōto Daishōten       | Gr. 2       | 2 400 m     | Yutaka Take        | 1er / 10        | 3 ½         | Legacy World          |

## Au haras

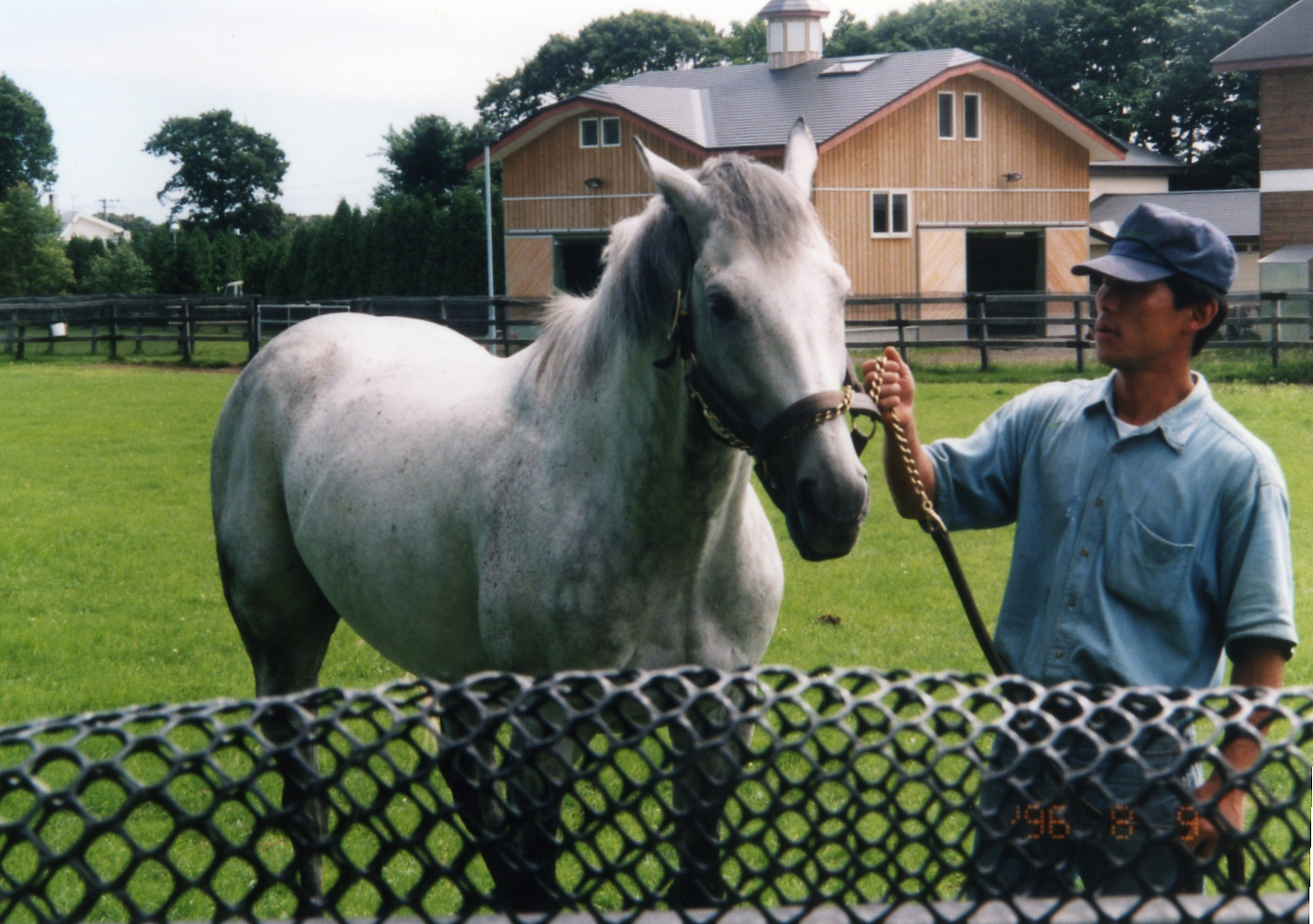
Mejiro McQueen au haras en 1996

À l'issue de sa formidable carrière, Mejiro McQueen est syndiqué sur la base de 720 millions de yens, et les 60 parts sont vendues dans la journée. Il rejoint Shadai Farm, le plus grand haras japonais, où son pedigree atypique, et surtout outcross, c'est-à-dire dépourvu de tous les courants de sang dominant (nulle trace ici de Northern Dancer, Nasrullah, Native Dancer et autres Mr. Prospector), attire l'attention des éleveurs. Mais s'il est très demandé à ses débuts, il ne parvient pas à satisfaire les attentes. Mais s'il ne donne aucun cheval de groupe 1, il s'est rattrapé comme père de mères, puisque via ses filles, toutes avec l'étalon Stay Gold, ont donné le Hall of famer Orfevre et les champions Gold Ship et Dream Journey, vainqueur des Asahi Hai Futurity Stakes, du Takarazuka Kinen et de l'Arima Kinen.
Victime d'une crise cardiaque, Mejiro McQueen meurt le jour de son anniversaire, le 3 avril 2006, à 19 ans.

## Origines
Mejiro McQueen est un pur produit de l'élevage japonais, ce qui n'est pas si fréquent. Son père Mejiro Titan, et son grand-père paternel Mejiro Asama, ont tous deux remporté le Tenno Sho d'automne, le premier en 1982, le second en 1970. Quant à la famille maternelle, elle est arrivée sur l'archipel au tout début du XXe siècle via l'importation de la neuvième mère de Mejiro McQueen, l'Anglaise Astonishment. Mejiro Aurora, sa mère, n'a remporté qu'une petite course mais a brillé au haras puisqu'elle a donné également le champion Mejiro Duren (par Fidion), lauréat du Kikuka Shō en 1986, de l'Arima Kinen et troisième du Tenno Sho de printemps. 

### Pedigree
| Origines de Mejiro McQueen (JPN), mâle gris né en 1987 | Origines de Mejiro McQueen (JPN), mâle gris né en 1987 | Origines de Mejiro McQueen (JPN), mâle gris né en 1987 | Origines de Mejiro McQueen (JPN), mâle gris né en 1987 |
| ------------------------------------------------------ | ------------------------------------------------------ | ------------------------------------------------------ | ------------------------------------------------------ |
| Père Mejiro Titan                                      | Mejiro Asama                                           | Partholon                                              | Milesian                                               |
| Père Mejiro Titan                                      | Mejiro Asama                                           | Partholon                                              | Paleo                                                  |
| Père Mejiro Titan                                      | Mejiro Asama                                           | Sweet Sixteen                                          | First Fiddle                                           |
| Père Mejiro Titan                                      | Mejiro Asama                                           | Sweet Sixteen                                          | Blue Eyed Momo                                         |
| Père Mejiro Titan                                      | Cheryl                                                 | Snob                                                   | Mourne                                                 |
| Père Mejiro Titan                                      | Cheryl                                                 | Snob                                                   | Senones                                                |
| Père Mejiro Titan                                      | Cheryl                                                 | Chanel                                                 | Pan                                                    |
| Père Mejiro Titan                                      | Cheryl                                                 | Chanel                                                 | Barley Corn                                            |
| Mère Mejiro Aurora                                     | Remand                                                 | Alcide                                                 | Alycidon                                               |
| Mère Mejiro Aurora                                     | Remand                                                 | Alcide                                                 | Chenille                                               |
| Mère Mejiro Aurora                                     | Remand                                                 | Admonish                                               | Palestine                                              |
| Mère Mejiro Aurora                                     | Remand                                                 | Admonish                                               | Warning                                                |
| Mère Mejiro Aurora                                     | Mejiro Iris                                            | Hindostan                                              | Bois Roussel                                           |
| Mère Mejiro Aurora                                     | Mejiro Iris                                            | Hindostan                                              | Sonibai                                                |
| Mère Mejiro Aurora                                     | Mejiro Iris                                            | Asama Yuri                                             | Bostonian                                              |
| Mère Mejiro Aurora                                     | Mejiro Iris                                            | Asama Yuri                                             | Tomoe (Famille 7-c)                                    |